# Marten Douwes Teenstra
Marten Douwes Teenstra (født 17. september 1795 i Het Ruigezand, Groningen, død 29. oktober 1864 i Ulrum) var en hollandsk forfatter og rejsende i Sydafrika og de hollandske ostindiske øer. Beretningen om hans ophold i Kap fra 12. marts til 7. juli 1825, "De vruchten mijner werkzaamheden", var en grundig beskrivelse af hans tur, rig på interessante detaljer om de personligheder og steder, han stødte på, og tankevækkende kommentar til det sociale, politiske og økonomiske liv i Kapkolonien.
På trods af at dette var hans første offentliggjorte forsøg på at skrive, må den kunstløse måde, hvorpå han nedlægger sine observationer om sprog, vaner og skikke, transportformer, landbrugspraksis og landskabets udseende, rangere dette som en af de fineste rejseskildringer om Cape. Ud over at prøve de helbredende behandlinger i Caledon-badene, besøgte han Genadendal-missionen, Franschhoek og Stellenbosch.

## Liv og gerning
Teenstra tilhørte en velstående frisisk landbrugsfamilie og var søn af Douwe Martens Teenstra og Jantje Luies Dijkhuis. I 1819 købte hans far ham en gård på 100 hektar, "Arion", for et beløb på 100 000 nederlandske gylden. Det sammenbrudte landbrugsmarked forårsagede store økonomiske tab og førte til hans beslutning i 1824 om midlertidigt at opgive landbrug, sin kone og sine børn og at rejse til Java ombord i en hurtig fregat ved navn "Abel Tasman".

### Rejse til Kapkolonien
Livet ombord på skibet var behageligt med fremragende betjening, der ofte bestod af syv eller otte retter mad, vin, musik og sang efter aftensmaden og forskellige spil kort, brikspil eller skak. Ved ækvator var varmen imidlertid undertrykkende, især om natten, da den blandede lugt fra ost, skinke og uvaskede kroppe fra lastrummet tvang passagerer til at sove på skibsdækket. Teenstra blev sammen med 33 andre, der ikke havde krydset ækvator tidligere, underkastet ceremonier for "at krydse linjen".
Efter en rejse, der varede 61 dage via Madeira, De Kanariske Øer og Trinidad, forankrede deres skib i Table Bay den 11. marts 1825. Teenstra følte sig yderst dårlig, en tilstand han mente at have pådraget sig, mens han nød et bad. I denne skrøbelige tilstand tilbragte han et par uger i selskab med sin udlejer, frøken Truter og hendes familiemedlemmer, der med hest og buggy introducerede ham for Cape Town og Kaphalvøen.
Hans næste brev blev dateret 1. maj 1825 og blev skrevet fra Caledon, en kilde til mineralrige varme kilder, hvor han "tog vandet" efter råd fra sin læge, idet hans skib havde fortsat rejsen til Batavia, mens han gennemgik en ordineret rekonvalesens.

### Rejse til Surinam
Teenstra vendte tilbage til sin familie i 1826 og indså snart, at udsigterne for landbruget ikke var forbedret under hans fravær. Derfor solgte han sin gård og flyttede til Baflo med sin familie, hvorfra han skrev de fleste af sine rejsebøger. Igen befandt han sig i økonomiske problemer og flyttede i 1828 til Surinam, på det tidspunkt en af de hollandske kolonier. Her blev han landbrugsrådgiver og blev hurtigt udnævnt til inspektør af broer, veje og vandværker. I denne periode boede hans kone og børn i Ulrum i et hus bygget af hans svigermor.

### Sidste år
Teenstra vendte tilbage til Holland i 1834, købte et hus i Ulrum og bosatte sig for at skrive børnebøger, rejseskildringer og historiske bøger samt oprette to magasiner. Han var medlem af den mennoniske kirke og var medlem af frimurerne.

## Forfatterskab
- De landbouw in de kolonie Suriname : voorafgegaan door eene geschied- en natuurkundige beschouwing dier kolonie (1835)
- De Nederlandsche West-Indische Eilanden (1836) ISBN 9781143971037
- De Negerslaven in de Kolonie Suriname en de Uitbreiding van het Christendom Onder de Heidensche Bevolking (1842)
- Nederlandse Volksverhalen 1 & 2 (1843)
- Beknopte beschrijving van de Nederlandsche overzeesche bezittingen voor beschaafde lezers uit alle standen, uit de beste bronnen en eigen ervaring in Oost- en West-Indiën geput (1850)
- Hans Hannekemaaier
- De kinderwereld ernst en luim. Ontleend uit de spelen van kleine en groote kinderen door hunnen speelmakker
- Stads- en dorpkroniek Groningen, Friesland en Drente
- Chronologisch overzicht van 1795–1815 voor Groningen, Friesland en Drente
- Ulrum zoals het is en destijds toenemende volksbewegingen in Oktober 1834
- De vruchten mijner werkzaamheden
- Volksverhalen en Legenden van vroegere en latere dagen, uit meest Nederlandsche schrijvers en mondelinge mededeelingen verzameld. Eerste stuk: Spookverschijningen
- Volksvooroordeelen En Bijgeloof